# Palmarès dell'Athletic Club
L'Athletic Club è una società calcistica spagnola con sede a Bilbao, situata nella provincia di Biscaglia, nei Paesi Baschi.
È uno dei tre club spagnoli ad aver partecipato a tutte le edizioni della Primera División (record condiviso con il Real Madrid ed il Barcellona). È inoltre, dopo Barcellona e Real Madrid, la terza squadra più titolata di Spagna, potendo annoverare nel suo palmarès 8 campionati di massima divisione, 24 Coppe del Re, 3 Supercoppe di Spagna ed una Coppa Eva Duarte, per un totale di 36 trofei ufficiali, tutti a livello nazionale. È inoltre quarta per numero di campionati nazionali vinti, dietro a Real Madrid, Barcellona ed Atlético Madrid.
A livello europeo i migliori risultati sono la finale di Coppa UEFA del 1976-1977, che la squadra perse contro la Juventus per la regola dei gol in trasferta (sconfitta per 0-1 a Torino, successo per 2-1 a Bilbao), e la finale di UEFA Europa League del 2011-2012, con sconfitta subita per mano dell'Atlético Madrid col risultato di 3-0. In precedenza il Bilbao aveva raggiunto e perso la finale della Coppa Latina nel 1956 contro il Milan per 3-1.

## Competizioni nazionali
- Campionato spagnolo: 8

1929-1930, 1930-1931, 1933-1934, 1935-1936, 1942-1943, 1955-1956, 1982-1983, 1983-1984
- Coppa di Spagna: 24 [1]

(1901-1902), 1902-1903, 1903-1904, 1909-10, 1910-1911, 1913-1914, 1914-1915, 1915-1916, 1920-1921, 1922-1923, 1929-1930, 1930-1931, 1931-1932, 1932-1933, 1942-1943, 1943-1944, 1944-1945, 1949-1950, 1954-1955, 1955-1956, 1957-1958, 1968-1969, 1972-1973, 1983-1984, 2023-2024
- Supercoppa di Spagna: 3

1984, 2015, 2021
- Coppa Eva Duarte: 1

1950
- Coppa dell'Incoronazione: 1

1902

## Competizioni internazionali
- Pequeña Copa del Mundo: 1

1967

## Competizioni regionali
- Campionato basco: 16

1913-1914, 1914-1915, 1915-1916, 1919-1920, 1920-1921, 1922-1923, 1923-1924, 1925-1926, 1927-1928, 1928-1929, 1930-1931, 1931-1932, 1932-1933, 1933-1934, 1938-1939, 1939-1940
- Coppa dei Paesi Baschi: 1

1934

## Competizioni giovanili
- División de Honor Juvenil de Fútbol: 2

1988-1989, 1991-1992

## Competizioni amichevoli
- Trofeo Costa del Sol: 2

1961, 1978
- Trofeo Villa de Gijón: 1

2005
- Trofeo Ciudad de Vigo: 1

1979
- Trofeo Città di Valladolid: 1

2012
- Trofeo Ramon de Carranza: 1

1972

## Altri piazzamenti
- Campionato spagnolo:

Secondo posto: 1931-1932, 1932-1933, 1940-1941, 1946-1947, 1951-1952, 1969-1970, 1997-1998
Terzo posto: 1928-1929, 1939-1940, 1945-1946, 1954-1955, 1958-1959, 1959-1960, 1976-1977, 1977-1978, 1984-1985, 1985-1986
- Coppa di Spagna:

Finalista: 1905, 1906, 1907, 1913, 1920, 1942, 1948-1949, 1952-1953, 1965-1966, 1966-1967, 1976-1977, 1984-1985, 2008-2009, 2011-2012, 2014-2015, 2019-2020, 2020-2021
Semifinalista: 1915, 1924, 1928-1929, 1947, 1951, 1959-1960, 1964-1965, 1969-1970, 1971-1972, 1974-1975, 1980-1981, 1985-1986, 1986-1987, 2001-2002, 2004-2005, 2021-2022, 2022-2023
- Supercoppa di Spagna:

Finalista: 1983, 2009, 2022
Semifinalista: 2025
- Coppa Eva Duarte:

Finalista: 1945
- Copa Presidente FEF:

Terzo posto: 1947
- Coppa UEFA/Europa League:

Finalista: 1976-1977, 2011-2012
Semifinalista: 2024-2025
- Coppa Latina:

Finalista: 1956

## Squadra femminile

### Competizioni nazionali
- Campionato spagnolo: 5

2002-2003, 2003-2004, 2004-2005, 2006-2007, 2015-2016